# 아르헨티나의 관광
아르헨티나의 관광은 풍부한 자연 자원과 문화적인 면에 있어서 전 세계적인 수준이다.

## 부에노스아이레스

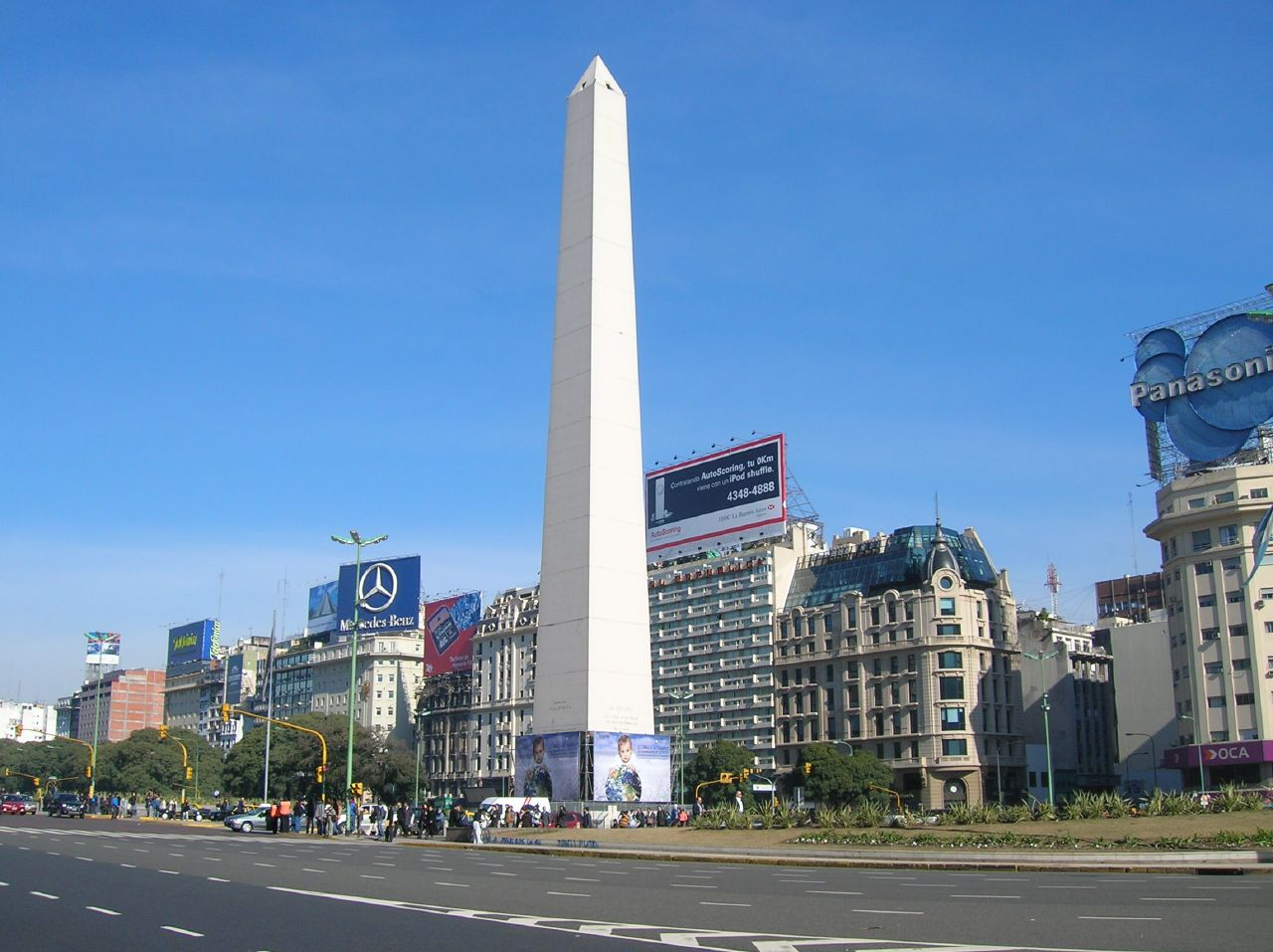
부에노스아이레스의 오벨리스크

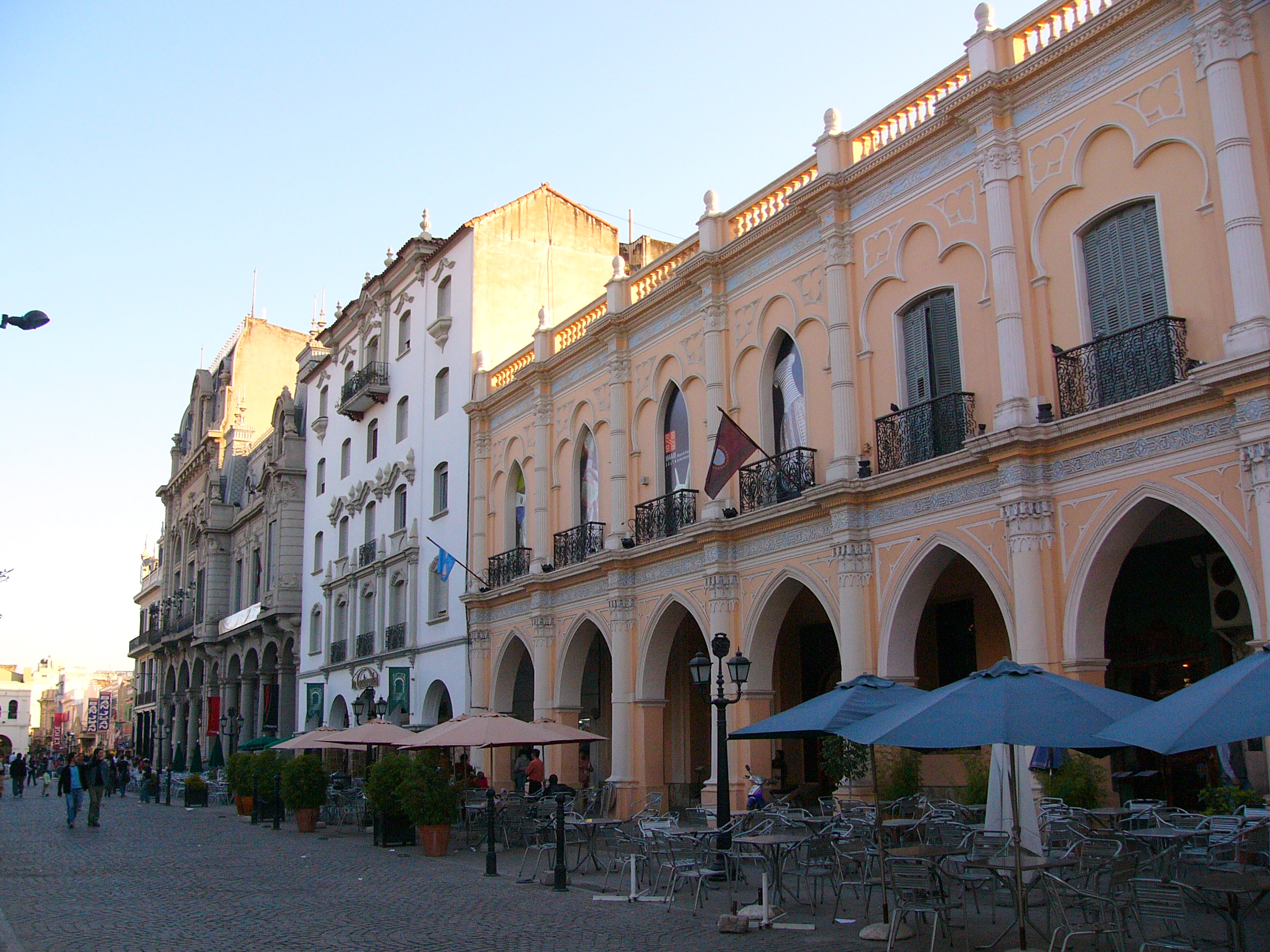
살타

아르헨티나의 관광에 있어 가장 선호되는 곳은 단연 수도인 부에노스 아이레스이다. 라 플라타 강변을 거닐면서 이곳의 관광지들은 여행객들에게 남반구의 파리로 통한다. 가장 큰 이유는 문화 관련 활동이 어느 곳보다도 특별하게 다가온다는 데 있는데 외국인들은 탱고 공연을 보고 에스탄시아(Estancia)를 보고 전통 음식인 아사도를 먹기도 한다. 저렴한 환율 덕택에 주변의 쇼핑센터인 알토 팔레르모, 파세오 알코르타, 갈레리아스 파시피코 등은 외국인 관광객들로 붐빈다.
마데로 항구에 있는 숙녀의 다리는 수도 남쪽의 대표적인 필수 코스로 꼽힌다. 식민지 시대 때부터 내려온 가옥과 자갈로 된 거리가 고스란히 남아 있다. 오래된 교회나 박물관, 골동품 가게를 보는 것은 흔한 일인데 물론 주위에는 탱고 전문 춤꾼들과 그 주위를 서성이는 관광객들이 넘처난다.

## 북부지역

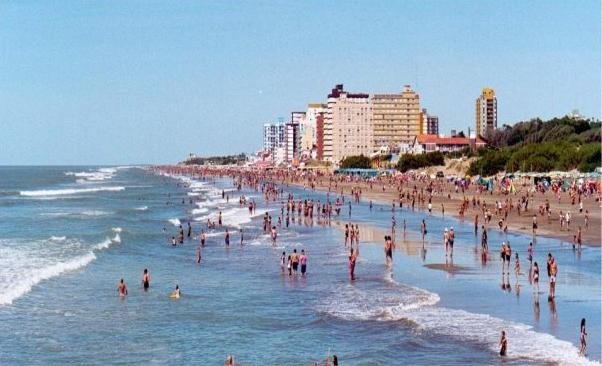
라 코스타 지역

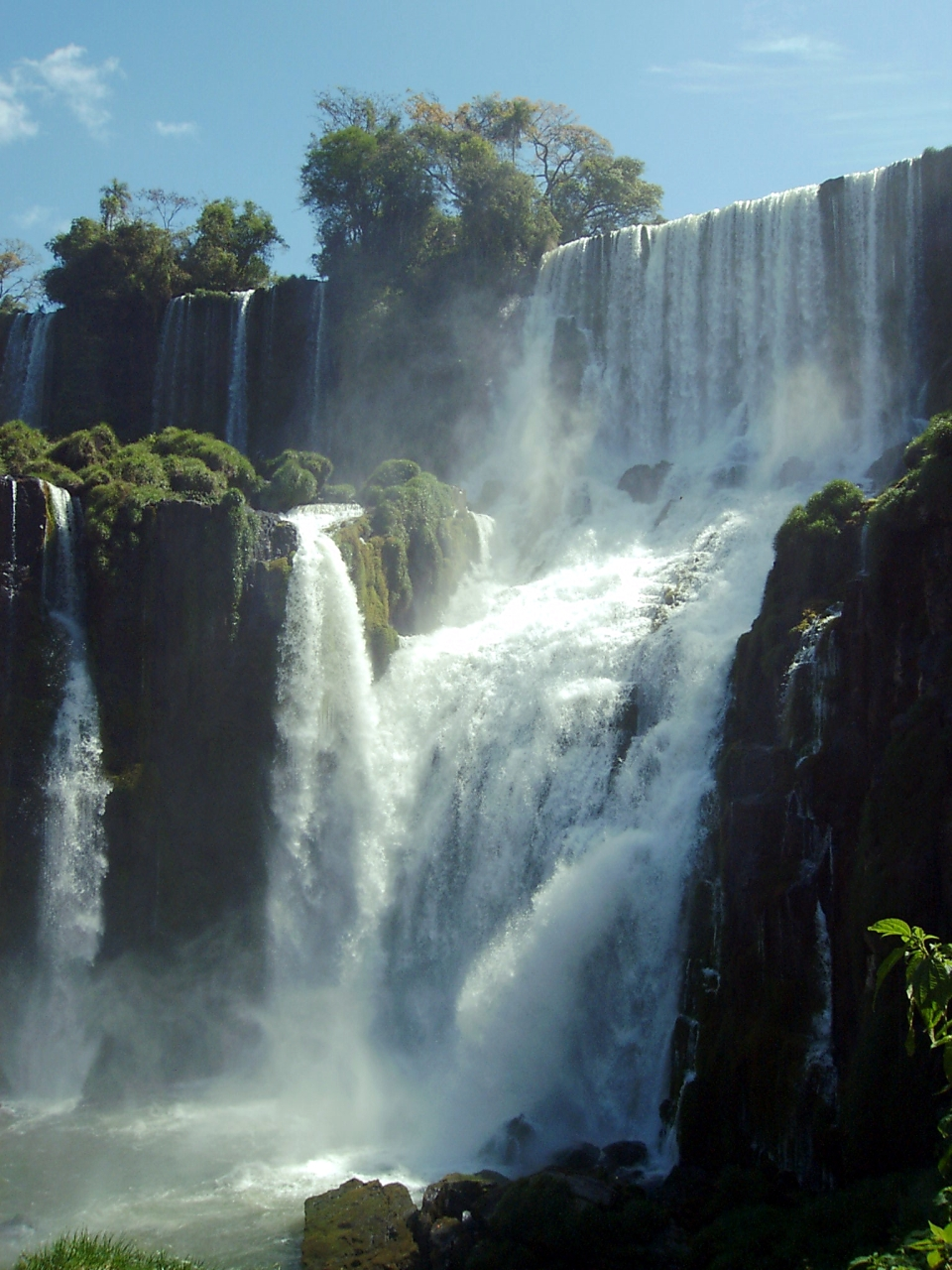
이구아수 폭포

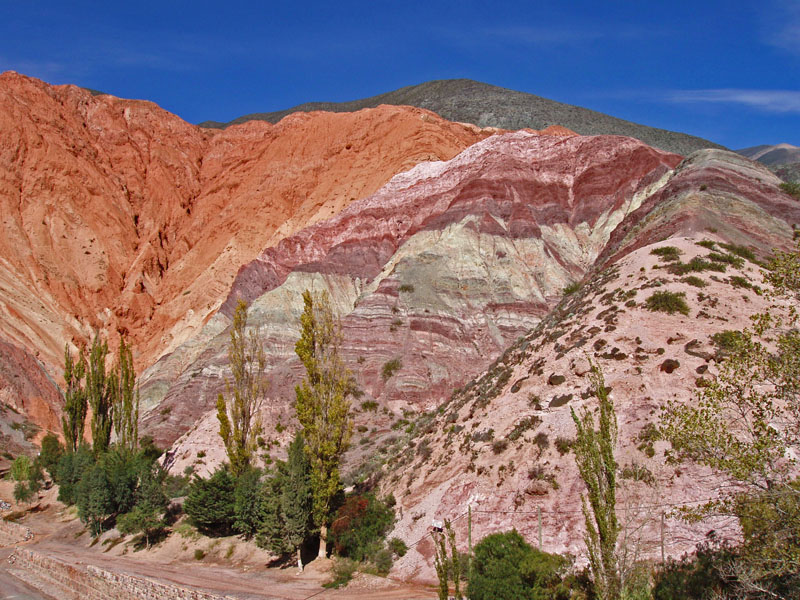
칠색언덕, 푸르마마르카

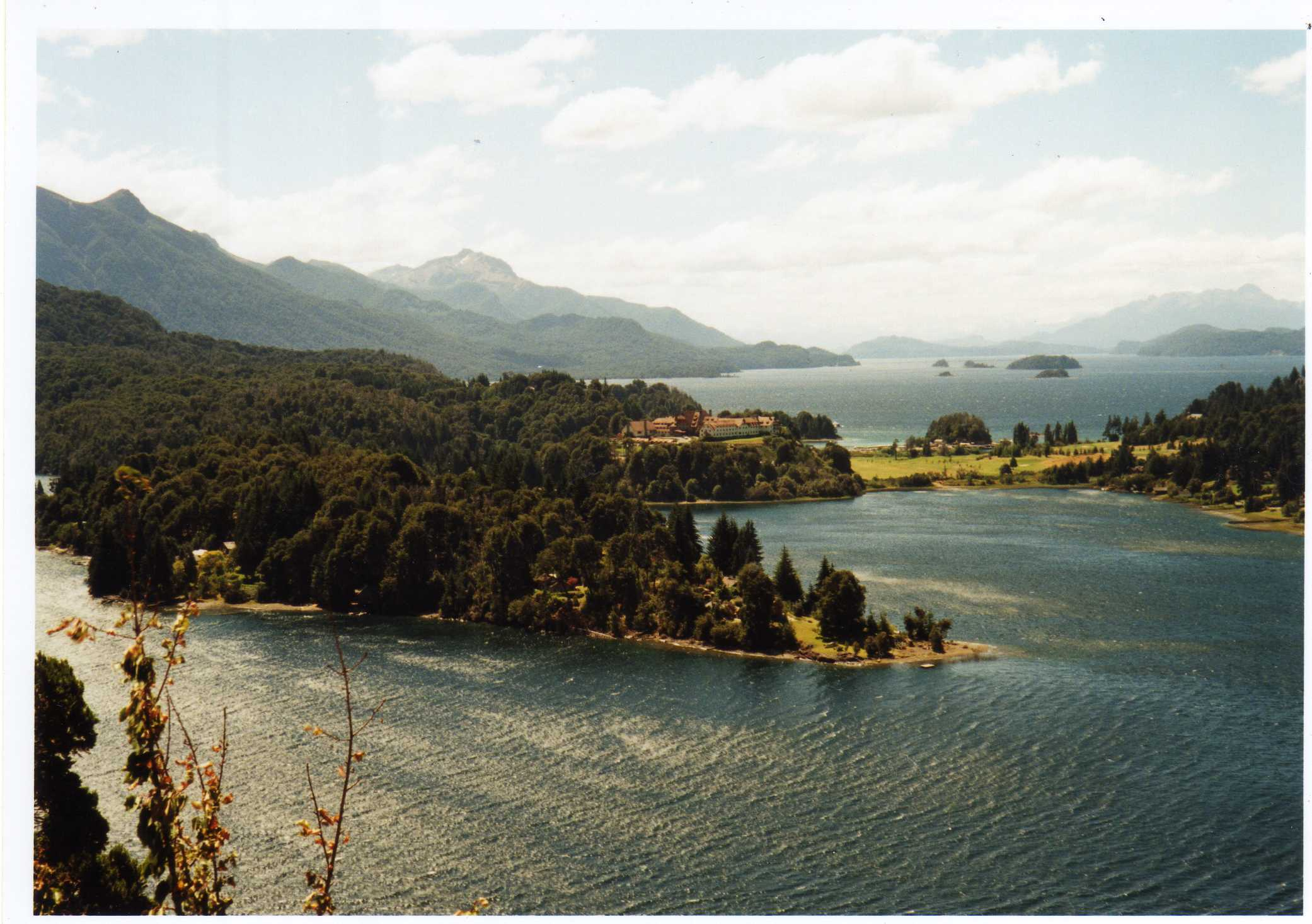
나후엘 후아피 호수

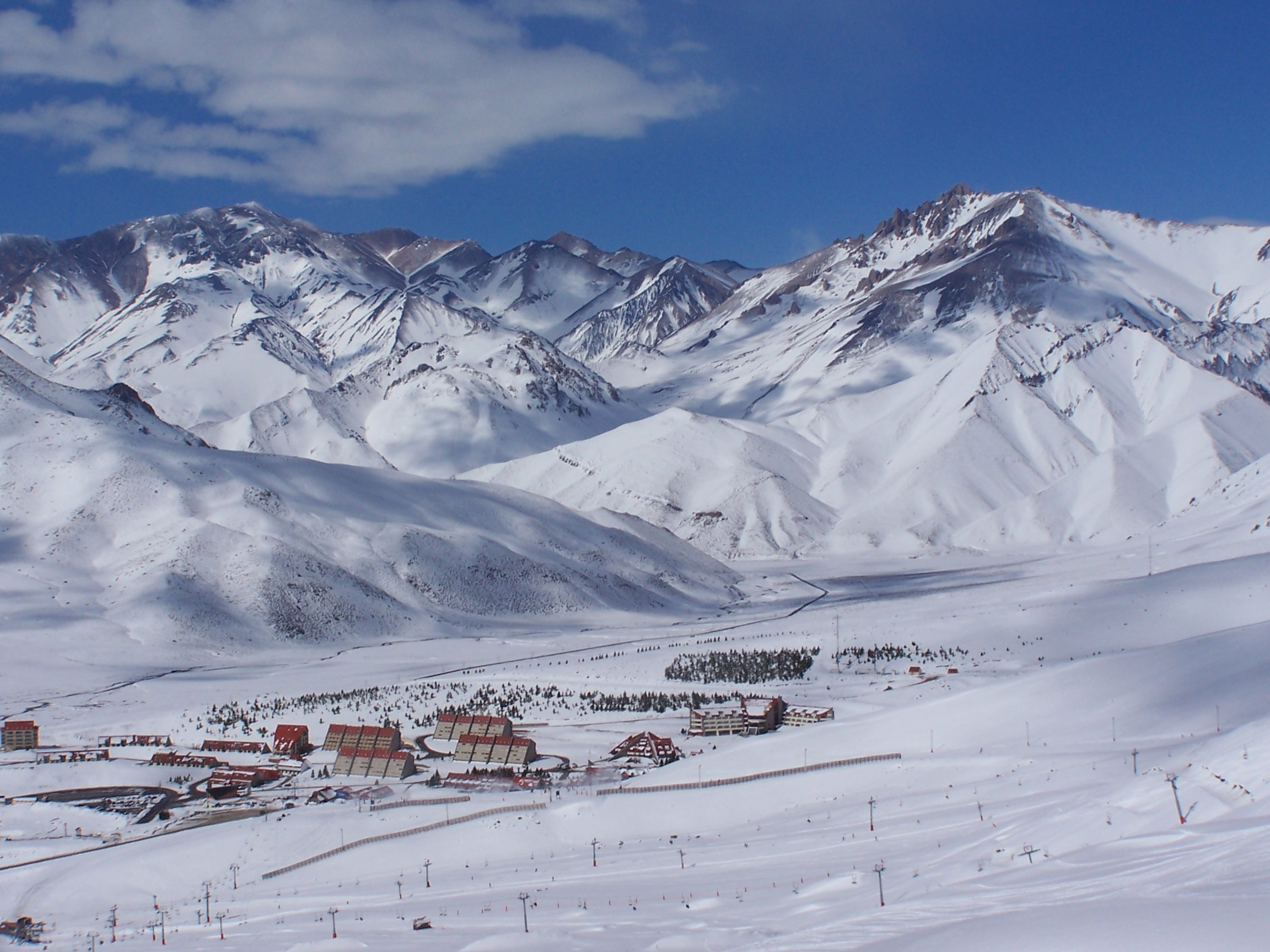
라스 레냐스 스키 리조트

아르헨티나 북동쪽에 있는 이과수 폭포는 이 지역에서 가장 유명한 폭포이며 관광 인프라가 잘 갖춰져 있어 외국인들이 여행을 즐기기에 더할나위 없는 곳이다. 폭포와 주위에 있는 이과수 폭포 국립공원은 열대 우림 생태계가 잘 갖춰져 있다. 폭포 줄기 중에서 가장 인상적인 부분은 악마의 목구멍(Devil's Throat)라 불리며 브라질과 접경을 이룬다. 천국으로 가는 기차는 살타 주에서부터 자연 그대로의 광경을 보여준다. 살타 시에서 시작하는 열차는 산 안토니아 데 로스 코브레스까지 이어지며 해발 고도 4,000미터까지 올라간다.

## 남부지역
페리토 모레노 빙하는 빙하 국립 공원에 있으며 빙하는 남쪽의 파타고니안 빙원으로 빠져 아르헨티노 호수(Lago Argentino)에서 그 광경이 끝이나면서 주위의 만을 막기도 한다. 세계에서 최남단에 있는 도시인 우수아이아를 비롯해 바다사자 섬(Sea Lions Island)은 남부지역에서 관광객들이 꼭 찾는 여행지이다.
바릴로체(Bariloche)는 네그로 강(스페인어: Río Negro)과 함께 안데스 산맥을 끼고 있는 곳이다. 산맥지대인데다 여러 호수(나엘 우아피, 구티에레스, 모레노, 마스카르디)가 있어 스키 관광객들에게 인기가 있다. 호수에서는 수상스포츠나 트레킹, 등산을 즐기는 사람들이 많다. 쎄로 대성당(Cerro Cathedral)은 남미에서 가장 유명한 스키 마니아 집결지 중 하나다.

## 기타 지역
마르델플라타(Mar del Plata)에는 아르헨티나에서도 유명한 해양 레조트가 많이 있으며 카릴로(Cariló), 몬떼 에르모소(Monte Hermoso), 라스 그루따스(Las Grutas) 등은 네그로 강 근처에서 찾을 수 있는 명소이다. 서쪽 지역에서 가장 높은 산인 아콩카과 산과 특이한 지질 구조로 유명한 타람파야 자연공원(Tarampaya- 인디언 고유어로 마른나무의 강이란 뜻)과 안데스 지대의 산 마르틴(San Martín)을 비롯한 수많은 관광지는 아르헨티나 산 와인으로 유명하다.
마드린 항구(스페인어: Puerto Madryn) 주변은 특별히 고래로 유명한 곳이다. 다른 주요 산악 휴양지로는 카를로스 파스( Carlos Paz), 코스킨(Cosquín), 라 팔다(La Falda), 카피야 델 몬테(Capilla del Monte), 비야 데 메르로(Villa de Merlo) 등이 있다.

## 갤러리

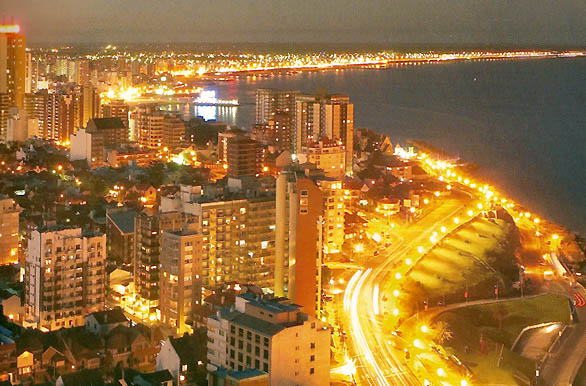
2
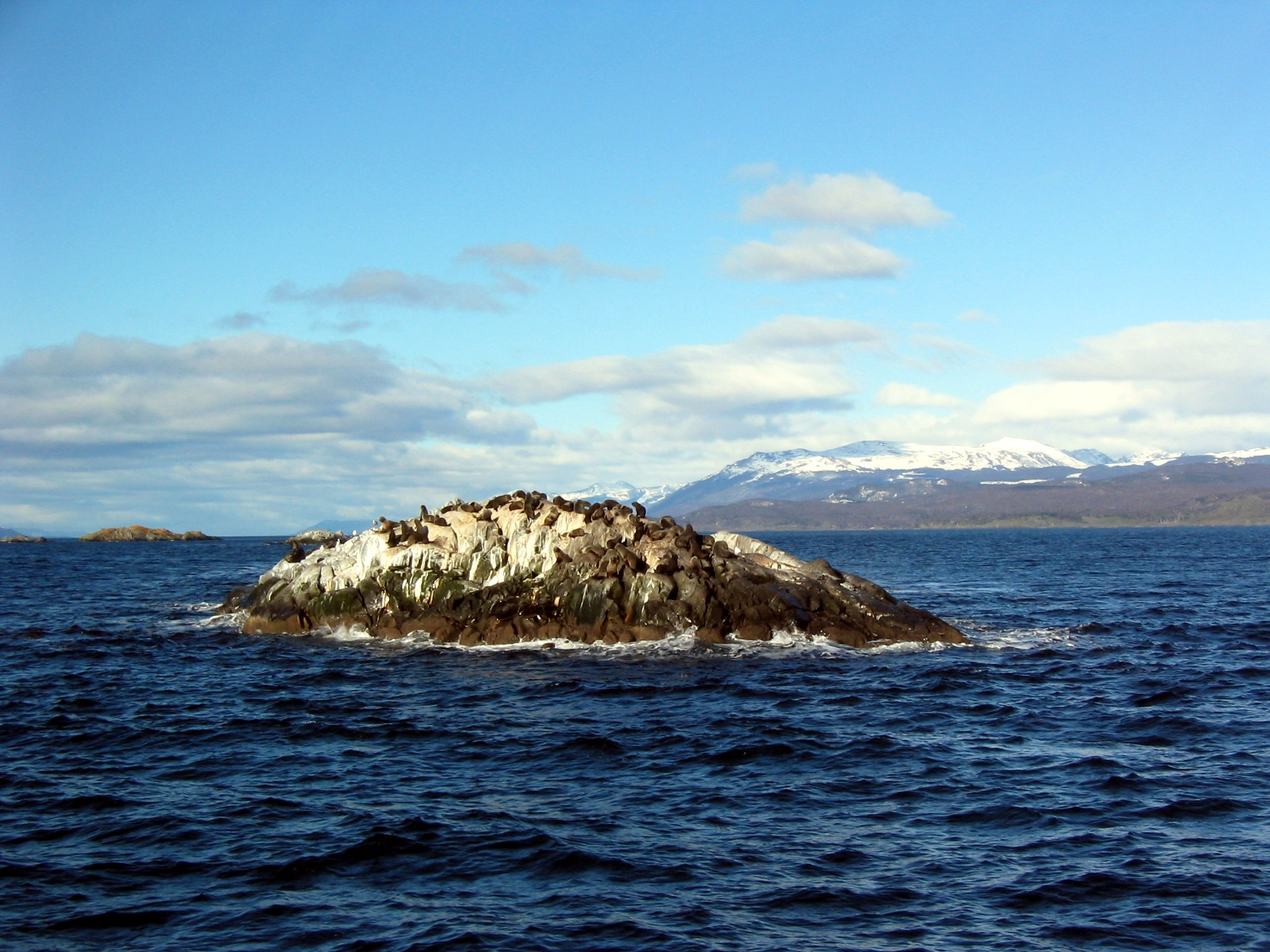
4
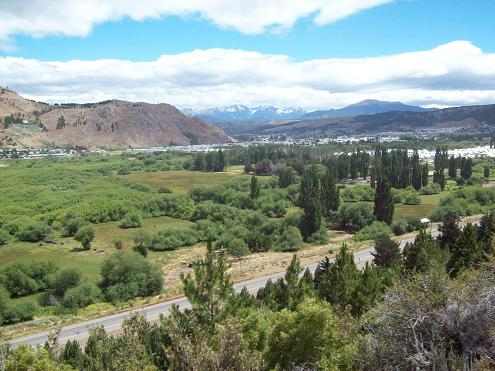
5
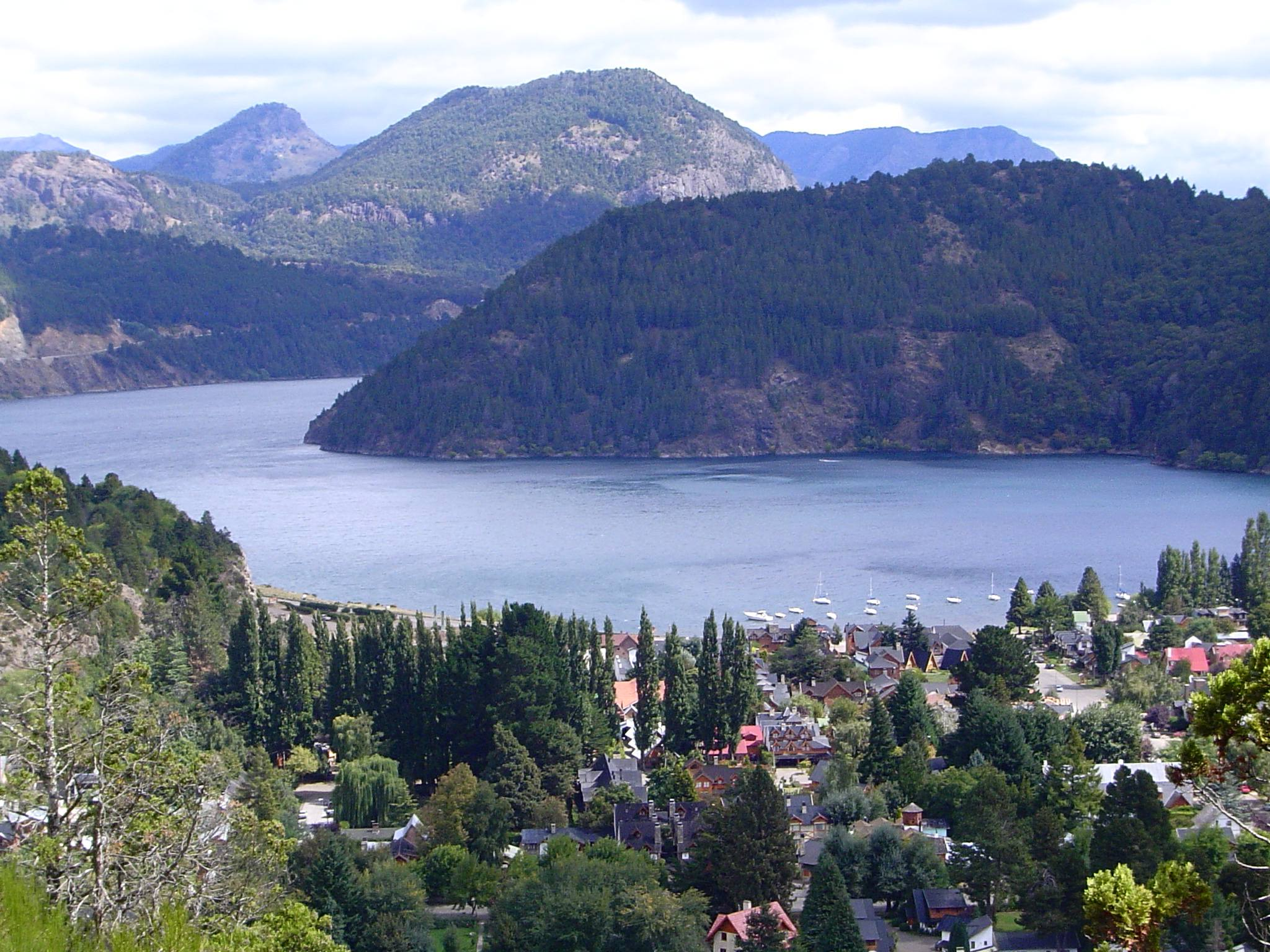
6
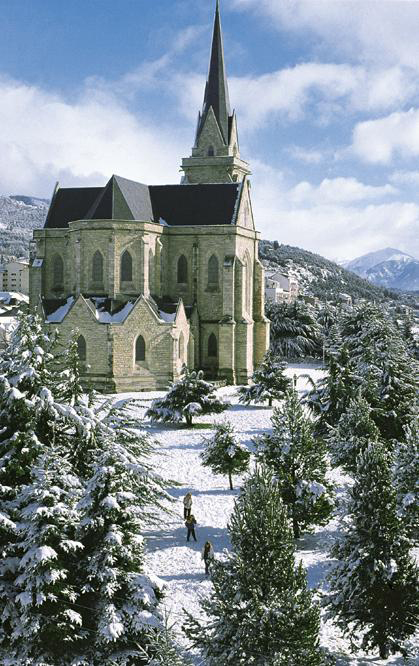
7
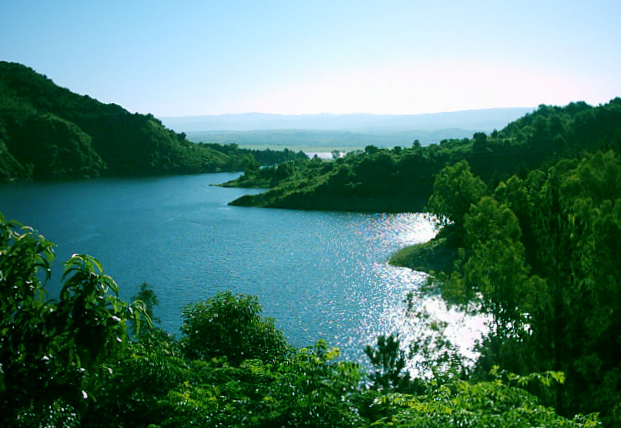
8
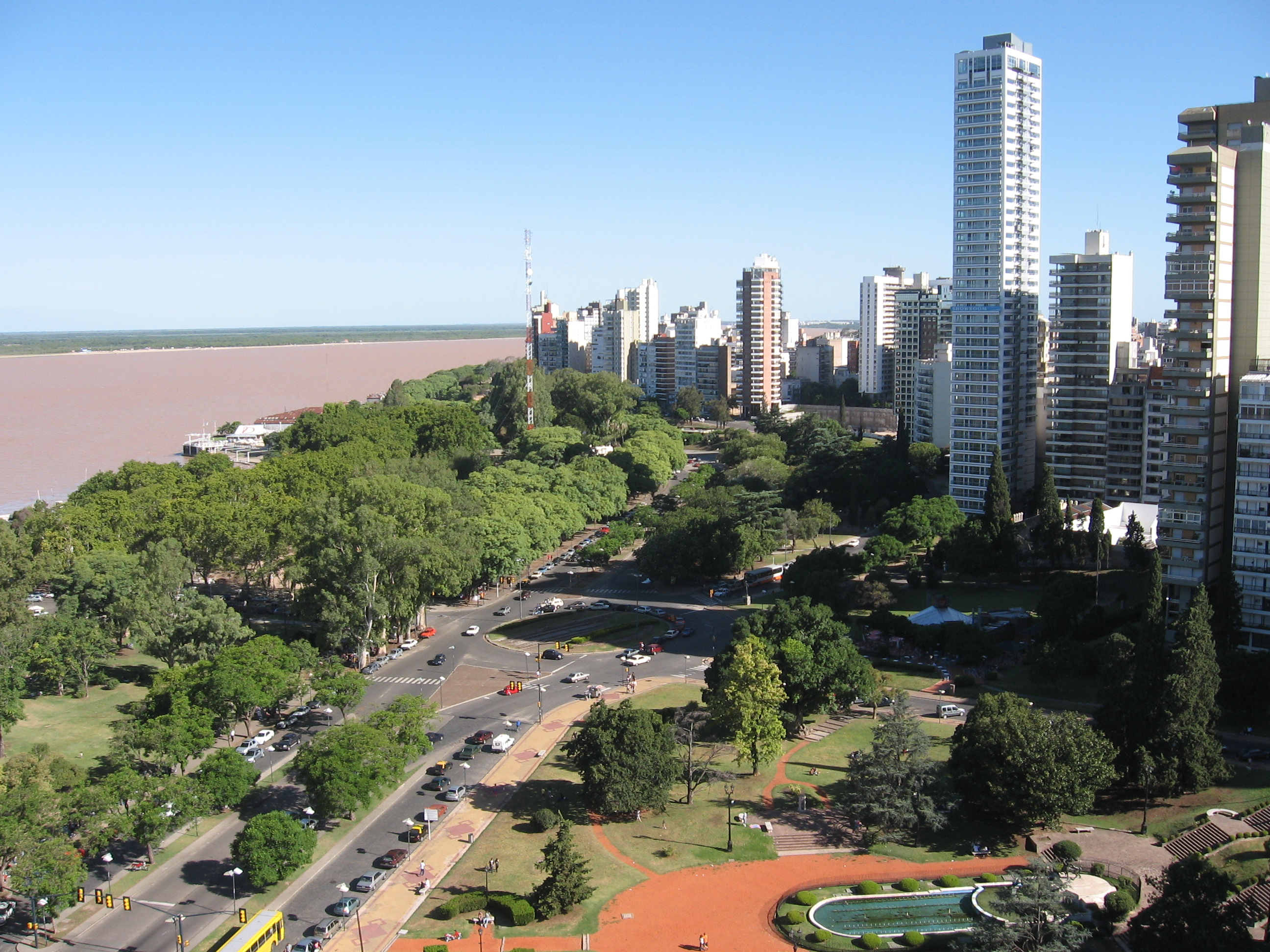
9
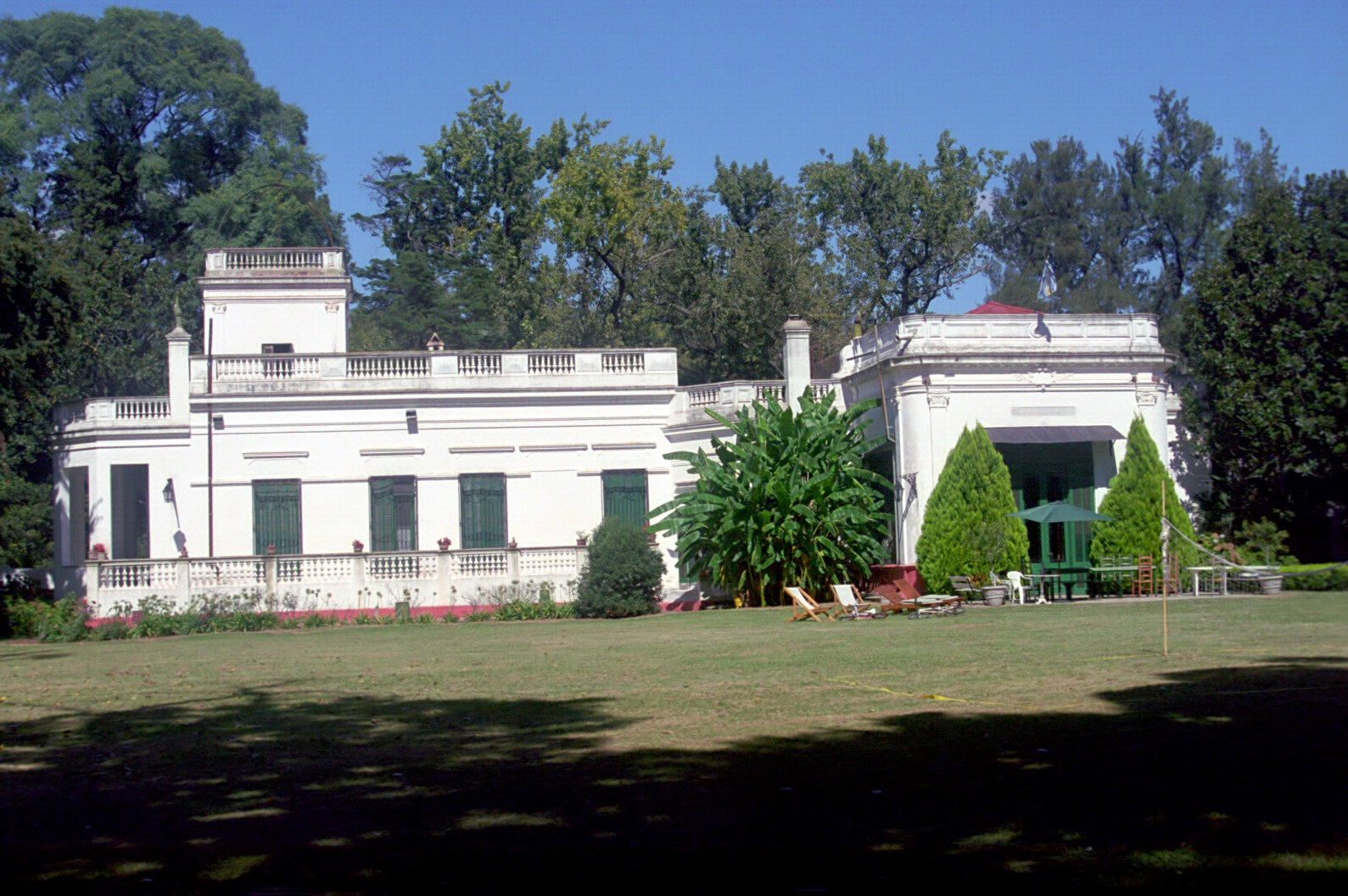
10
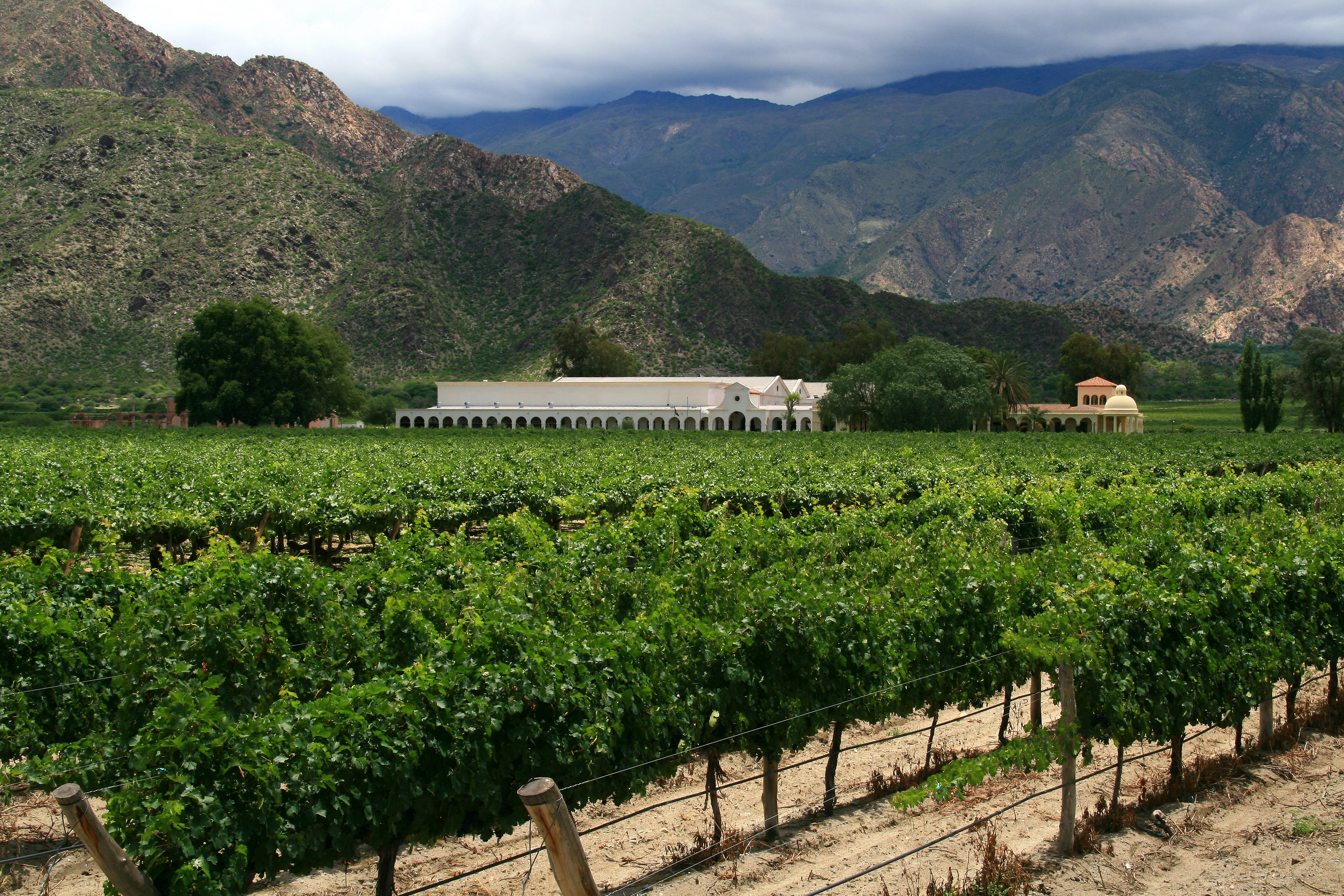
11
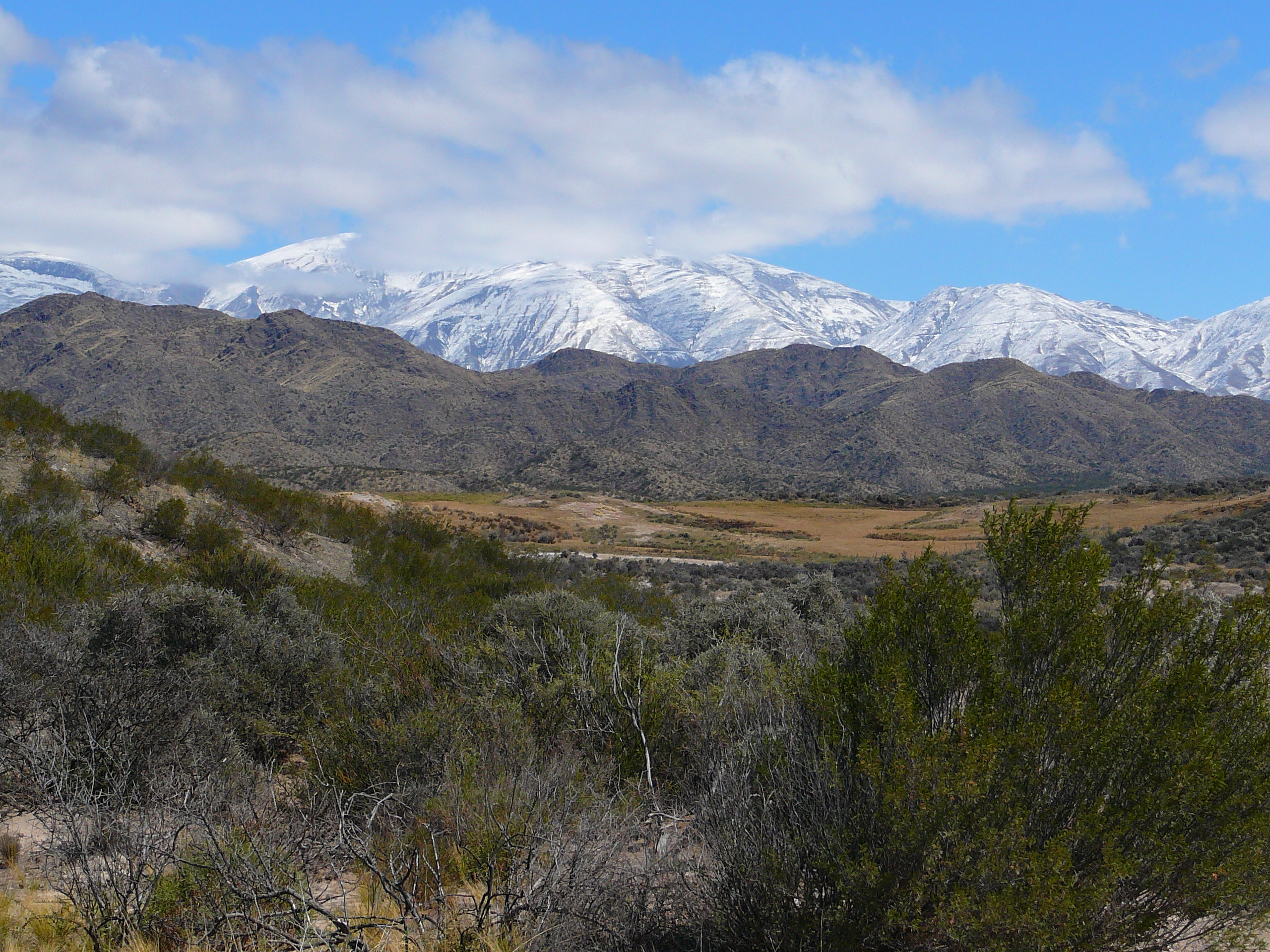
12

- 1] 푸에르토 마데로, 부에노스 아이레스
- 2] 마르델플라타
- 3] 아콩구아
- 4] 해달섬, 비글 해협
- 5] 에스퀠, 옛 파타고니아 고속도로
- 6] 산 마르틴 데 로스 안데스
- 7] 대성당, 산 카를로스 데 바리로체
- 8] 칼라무치타 계곡, 코르도바
- 9] 로사리오와 파라나강
- 10] 에스타시아 라 오리엔탈, 주닌 (팜파스 지역)
- 11] 투쿠만 계곡
- 12] 존다 계곡, 산후안 주